# Крайние меры (фильм, 2010)
«Крайние меры» — фильм-драма 2010 года, в главных ролях которого сыграли Брендан Фрейзер, Харрисон Форд и Кери Расселл. Фильм рассказывает о родителях, которые возглавляют биотехнологическую компанию для разработки лекарственного средства для спасения жизни своих детей, у которых есть опасное для жизни заболевание. Фильм основан на подлинной истории Джона Кроули (исполнительного директора компании) и Эйлин Кроули, чьи дети имеют болезнь Помпе. Фильм был снят в Портленд (Орегон), Мансанита и Ванкувере.

## Сюжет
Брендан Фрейзер и Кери Расселл играют Джона Кроули и его жену, Эйлин, — проживающую в Портленде семейную пару с тремя детьми, двое из которых страдают болезнью Помпе, генетической аномалией, при которой дети едва доживают до 10-летнего возраста. Джон, исполнительный директор рекламной компании, находит Роберта Стоунхилла (которого играет Харрисон Форд), исследователя в Небраске, который проводит инновационные исследования ферментов для лечения редких болезней. Джон и Эйлин собирают деньги, чтобы помочь исследованиям Стоунхилла и провести необходимые клинические испытания. Чтобы спасти жизнь своих детей, Джон оставляет прежнюю работу и запускает исследовательскую компанию в области биотехнологии, сотрудничая с инвесторами, а затем и с конкурирующими командами исследователей. Эта задача оказывается очень сложной для Стоунхилла, который и так уже работает круглосуточно. По мере того, как заканчивается время, компания перестает доверять Стоунхиллу из-за его вспышек гнева, а желание получать прибыль может разрушить все надежды Джона. Исследователи ведут гонку со временем, чтобы спасти детей, которые страдают болезнью Помпе.

## В ролях
- Брендан Фрейзер в роли Джона Кроули
- Харрисон Форд в роли доктора Роберта Стоунхилла
- Кери Расселл в роли Эйлин Кроули
- Кортни Б. Вэнс в роли Маркуса Темпла
- Мередит Дроегер в роли Меган Кроули
- Диего Веласкез в роли Патрика Кроули
- Сэм М. Холл в роли Джона Кроули младшего
- Патрик Бошо в роли Эрика Лоринга
- Джаред Харрис в роли доктора Кента Уэббера
- Алан Рак в роли Пита Сутфена
- Дэвид Кленнон в роли доктора Рензлера
- Ди Уоллес в роли Сэла
- Аянна Беркшир в роли Уэнди Темпл
- Пи Джей Бирн в роли доктора Престона
- Андреа Уайт в роли доктора Аллегрии
- Джи Джей Эхтернкамп в роли Найлза
- Ву Пам в роли Вина Трана
- Дерек Уэбстер в роли Кэла Даннинга

## Отзывы

### Восприятие критиков
На сайте Rotten Tomatoes фильм получил 28% на основе 139 с рейтингом 4.9 из 10. Заключение сайта гласит: "Несмотря на пару топовых актеров и актуальность темы, фильм Крайние меры не более чем для телепросмотра."
Metacritic поставил 45% на основе 33 отзывов.

### Сборы
Фильм занимал 8 место в первой неделе, собрав 6 млн долларов. Спустя 4 недели фильм получил 12 млн долларов, с треском провалившись в прокате.